# اردوگاه‌های پناهندگان فلسطینی
اردوگاه‌ها یا کمپ‌هایی توسط آژانس امداد و کار سازمان ملل متحد (اونروا) در اردن، لبنان، سوریه، کرانه باختری و نوار غزه برای اسکان آوارگان فلسطینی ثبت شده در اونروا، که در جریان اخراج و فرار فلسطینی‌ها در سال ۱۹۴۸ پس از جنگ ۱۹۴۸ اعراب و اسرائیل یا پس از جنگ شش روزه در سال ۱۹۶۷، گریختند یا اخراج شدند، و نسل‌های بعدی پدرتبار آنها ایجاد شده است. . ۶۸ اردوگاه آوارگان فلسطینی وجود دارد، ۵۸ اردوگاه رسمی و ۱۰ اردوگاه غیررسمی، که ده تایشان پس از جنگ شش روزه تأسیس شد و بقیه در سال‌های ۱۹۴۸ تا ۱۹۵۰ تأسیس شدند.
در حالی که تنها یک سوم از آوارگان فلسطینی ثبت در داخل محدوده‌های اردوگاه‌های پناهندگان زندگی می‌کنند، پناهندگان فلسطینی «در خارج از اردوگاه‌ها و تجمعات غیررسمی ادغام اجتماعی و اقتصادی فوق‌العاده ای از خود نشان می‌دهند». بسیاری از آوارگان فلسطینی در «جماعت‌های» مجاور یا نزدیک آنها زندگی می‌کنند، که به عنوان «منطقه جغرافیایی، خارج از اردوگاه‌های رسمی، که حداقل ۱۵ خانواده فلسطینی در آن زندگی می‌کنند» تعریف می‌شود.
تعداد کل پناهندگان فلسطینی ثبت شده از ۷۵۰۰۰۰ نفر در سال ۱۹۵۰ به حدود ۵ میلیون نفر در سال ۲۰۱۳ رسیده است

## تعریف پناهنده فلسطینی

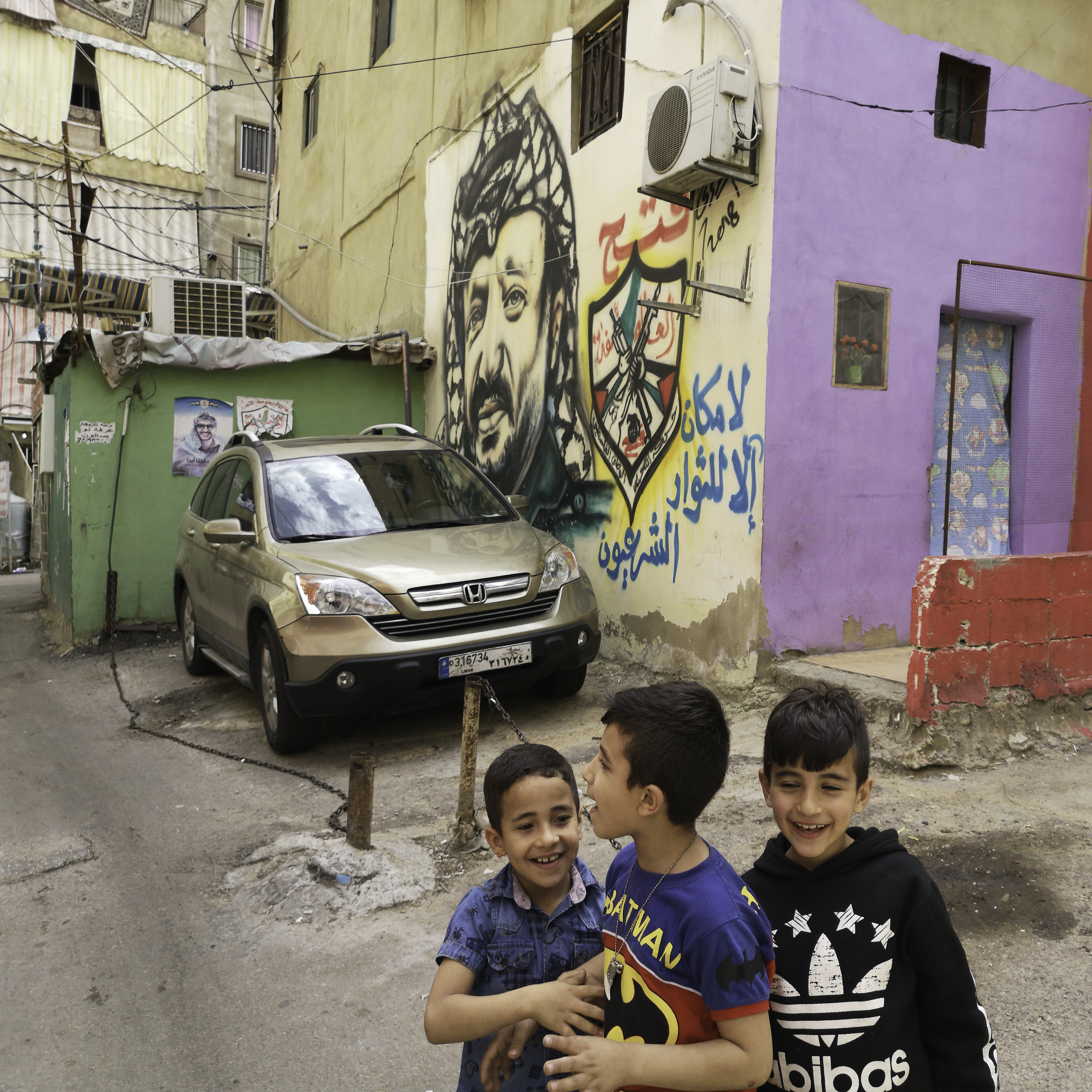
اردوگاه پناهندگان شتیلا در حومه بیروت در ماه مه ۲۰۱۹

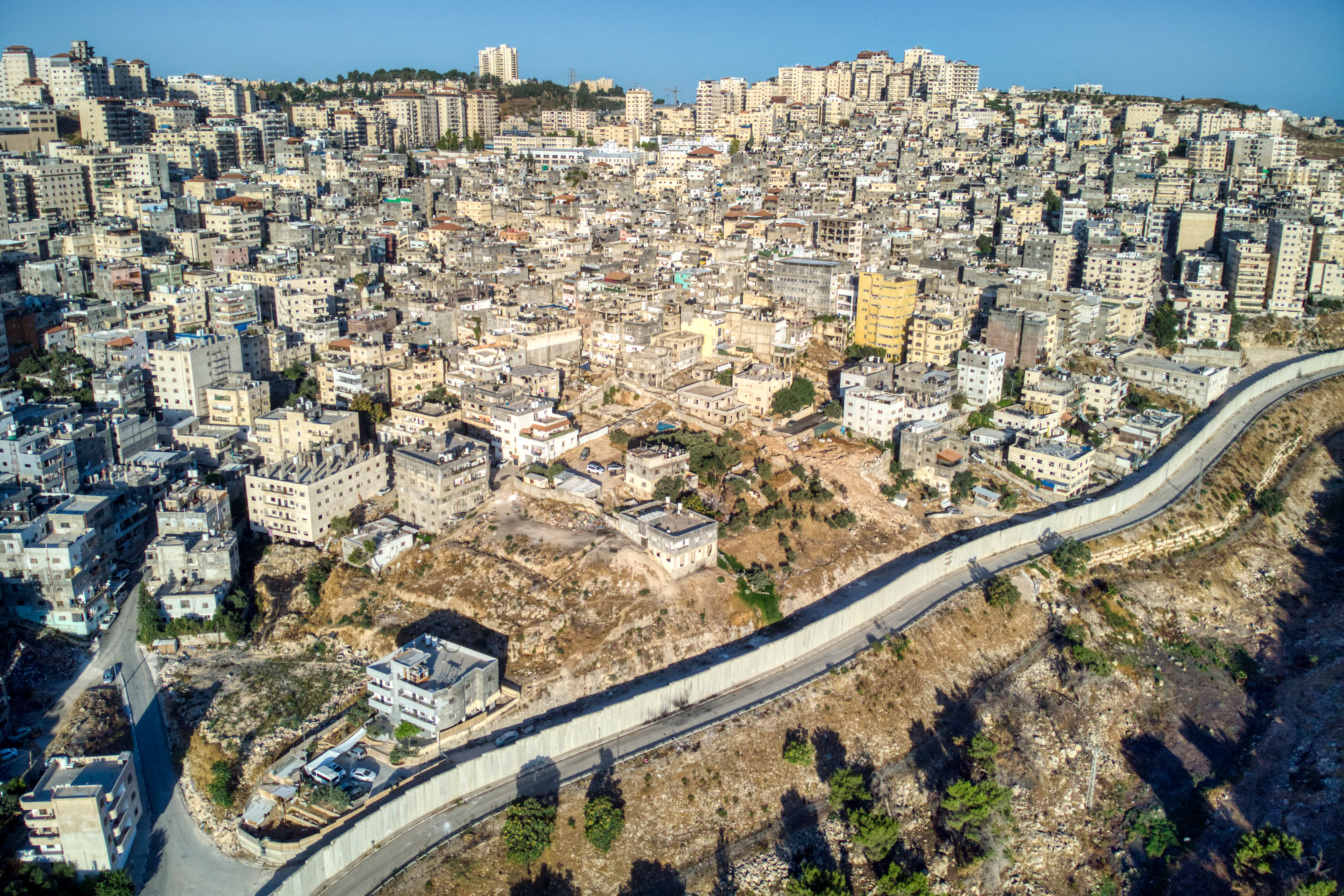
اردوگاه شعفات در شهر اورشلیم. منطقه رسمی این اردوگاه در مرکز تصویر قرار دارد و با ساختمان‌های کم ارتفاع مشخص می‌شود. در دو طرف اردوگاه، محله‌های فلسطینی دیگری قرار دارند که در آن سوی دیوار کرانه باختری اسرائیل (در پایین تصویر قابل مشاهده است)، جایی که ساختمان‌ها بلندتر هستند.

مأموریت آنروا ارائه کمک به آوارگان فلسطینی از جمله دسترسی به اردوگاه‌های پناهندگان آن است. برای این منظور، آوارگان فلسطینی را به عنوان «افرادی که محل زندگی عادی آنها فلسطین در دوره اول ژوئن ۱۹۴۶ تا ۱۵ مه ۱۹۴۸ بود و در نتیجه درگیری‌های ۱۹۴۸ خانه و ملزومات زندگی خود را از دست دادند» تعریف می‌کند.
اونروا همچنین به نوادگان پدرتبار این پناهندگان و همچنین فرزندان قانونی آنها کمک می‌کند.

## نقش اونروا
برای اینکه یک اردوگاه توسط اونروا به رسمیت شناخته شود، باید توافقی بین دولت میزبان و آنروا در مورد استفاده از آن اردوگاه وجود داشته باشد. آنروا خودش هیچ اردوگاهی را اداره نمی‌کند، هیچ اختیار پلیس یا نقش اداری ندارد، بلکه صرفاً به اردوگاه خدمات ارائه می‌دهد. اونروا تأسیساتی را در ۵۸ اردوگاه تعیین شده پناهندگان در اردن، لبنان، سوریه، کرانه باختری و نوار غزه به رسمیت می‌شناسد و همچنین تأسیساتی را در سایر مناطقی که تعداد زیادی از پناهندگان فلسطینی ثبت شده خارج از اردوگاه‌های شناخته شده زندگی می‌کنند، در اختیار می‌گذارد. اونروا همچنین به آوارگان یهودی در داخل اسرائیل پس از درگیری ۱۹۴۸ کمک می‌کرد تا اینکه دولت اسرائیل مسئولیت آنها را در سال ۱۹۵۲ بر عهده گرفت. اردوگاه‌های پناهندگان از شهرهای خیمه ای گرفته تا ردیف‌هایی از بلوک‌های بتنی و گتوهای شهری غیرقابل تشخیص از محیط اطرافشان (که عملاً در شهرهای موجود یا به خودی خود به توسعه‌های شهری تبدیل می‌شوند) توسعه یافتند، که حدود یک سوم از کل پناهندگان فلسطینی ثبت‌شده را در خود جای داده است.
بودجه فعالیت‌های اونروا تقریباً به‌طور کامل از کمک‌های داوطلبانه کشورهای عضو سازمان ملل تأمین می‌شود. اونروا همچنین مقداری بودجه از بودجه منظم سازمان ملل دریافت می‌کند که بیشتر برای هزینه‌های کارکنان بین‌المللی استفاده می‌شود.

## لیست اردوگاه‌ها
کمپ‌ها بین پنج منطقه تقسیم می‌شوند:
- نوار غزه: نوار غزه دارای هشت اردوگاه رسمی و غیررسمی پناهندگان،[۲] و ۱٬۲۲۱٬۱۱۰ پناهنده ثبت شده است.
- کرانه باختری: کرانه باختری دارای ۱۹ اردوگاه رسمی و چهار اردوگاه غیررسمی پناهندگان،[۲] و ۷۴۱۴۰۹ پناهنده ثبت شده است.
- سوریه: سوریه دارای ۹ اردوگاه رسمی پناهندگان و سه اردوگاه غیررسمی پناهندگان،[۲] و ۴۹۹۱۸۹ پناهنده ثبت شده است.
- لبنان: ۱۲ اردوگاه پناهجوی رسمی در لبنان وجود دارد بدون هیچ اردوگاه غیررسمی،[۲] و این کشور ۴۴۸۵۹۹ پناهنده ثبت شده دارد.
- اردن: ۱۰ اردوگاه رسمی و سه اردوگاه غیررسمی پناهندگان در اردن وجود دارد،[۲] و ۲٬۰۳۴٬۶۴۱ پناهنده ثبت شده.

| نام                                             | تاریخ تأسیس | موقعیت     | وضعیت   | مختصات                                                                  | جمعیت   | مساحت (کیلومتر مربع) | تراکم جمعیت (جمعیت/کیلومتر مربع) | ملاحظات                                                          | منابع                |
| ----------------------------------------------- | ----------- | ---------- | ------- | ----------------------------------------------------------------------- | ------- | -------------------- | -------------------------------- | ---------------------------------------------------------------- | -------------------- |
| اردوگاه یرموک                                   | ۱۹۵۷        | سوریه      | غیررسمی | ۳۳°۲۸′۲۷″ شمالی ۳۶°۱۸′۱۱″ شرقی / ۳۳٫۴۷۴۱۷°شمالی ۳۶٫۳۰۳۰۶°شرقی           | n.a.    | ۲٫۱                  | n.a.                             | تا حد زیادی مخروبه (was 160,000 population)                      | [ ۷ ]                |
| اردوگاه رفح                                     | ۱۹۴۹        | نوار غزه   | اونروا  | ۳۱°۱۶′۵۸٫۸۷″ شمالی ۳۴°۱۵′۱۱٫۵۲″ شرقی / ۳۱٫۲۸۳۰۱۹۴°شمالی ۳۴٫۲۵۳۲۰۰۰°شرقی | ۱۲۵٬۳۰۴ | n.a.                 | n.a.                             |                                                                  | [ ۸ ]                |
| اردوگاه البقعه                                  | ۱۹۶۸        | اردن       | اونروا  | ۳۲°۰۴′۲۵″ شمالی ۳۵°۵۰′۳۵″ شرقی / ۳۲٫۰۷۳۶۱°شمالی ۳۵٫۸۴۳۰۶°شرقی           | ۱۱۹٬۰۰۰ | ۱٫۴                  | ۸۵٬۰۰۰                           |                                                                  | [ ۹ ]                |
| اردوگاه جبالیا                                  | ۱۹۴۸        | نوار غزه   | اونروا  | ۳۱°۳۲′۲۰٫۸۱″ شمالی ۳۴°۲۹′۵۷٫۶۳″ شرقی / ۳۱٫۵۳۹۱۱۳۹°شمالی ۳۴٫۴۹۹۳۴۱۷°شرقی | ۱۱۳٬۹۹۰ | ۱٫۴                  | ۸۱٬۴۲۱                           |                                                                  | [ ۱۰ ]               |
| اردوگاه پناهندگان خان یونس                      | ۱۹۴۹        | نوار غزه   | اونروا  | ۳۱°۲۱′۳″ شمالی ۳۴°۱۷′۱۸″ شرقی / ۳۱٫۳۵۰۸۳°شمالی ۳۴٫۲۸۸۳۳°شرقی            | ۸۷٬۸۱۶  | ۰٫۵۴۹                | ۱۵۹٬۹۵۶                          |                                                                  | [ ۱۱ ] [ ۱۲ ]        |
| مخیم الشاطئ (Beach camp)                        | ۱۹۴۸        | نوار غزه   | اونروا  | ۳۱°۳۱′۵۵٫۹۱″ شمالی ۳۴°۲۶′۴۳٫۴۲″ شرقی / ۳۱٫۵۳۲۱۹۷۲°شمالی ۳۴٫۴۴۵۳۹۴۴°شرقی | ۸۵٬۶۲۸  | ۰٫۵۲                 | ۱۶۴٬۶۶۹                          |                                                                  | [ ۱۳ ]               |
| Nuseirat                                        | ۱۹۴۹        | نوار غزه   | اونروا  | ۳۱°۲۶′۵۱٫۵۶″ شمالی ۳۴°۲۳′۳۴٫۳۵″ شرقی / ۳۱٫۴۴۷۶۵۵۶°شمالی ۳۴٫۳۹۲۸۷۵۰°شرقی | ۸۰٬۱۹۴  | n.a.                 | n.a.                             |                                                                  | [ ۱۴ ]               |
| عین الحلوه                                      | ۱۹۴۸        | لبنان      | اونروا  | ۳۳°۳۲′۳۷″ شمالی ۳۵°۲۲′۴۱″ شرقی / ۳۳٫۵۴۳۶۱°شمالی ۳۵٫۳۷۸۰۶°شرقی           | ۵۹٬۶۶۰  | ۰٫۳                  | ۱۹۸٬۸۶۷                          |                                                                  | [ ۱۵ ] [ ۱۶ ]        |
| اردوگاه الوحدات (Amman New Camp)                | ۱۹۵۵        | اردن       | اونروا  | ۳۱°۵۵′۳۵″ شمالی ۳۵°۵۶′۱۸″ شرقی / ۳۱٫۹۲۶۳۹°شمالی ۳۵٫۹۳۸۳۳°شرقی           | ۵۷٬۰۰۰  | ۰٫۴۸                 | ۱۱۸٬۷۵۰                          |                                                                  | [ ۱۷ ]               |
| اردوگاه مارکا                                   | ۱۹۶۸        | اردن       | اونروا  | ۳۲°۰۰′۳۳″ شمالی ۳۶°۰۱′۱۴″ شرقی / ۳۲٫۰۰۹۱۷°شمالی ۳۶٫۰۲۰۵۶°شرقی           | ۵۳٬۰۰۰  | ۰٫۹۲                 | ۵۷٬۶۰۹                           |                                                                  | [ ۱۸ ]               |
| Jaramana                                        | ۱۹۴۸        | سوریه      | اونروا  | ۳۳°۲۹′ شمالی ۳۶°۲۱′ شرقی / ۳۳٫۴۸۳°شمالی ۳۶٫۳۵۰°شرقی                     | ۴۹٬۰۰۰  | ۰٫۰۳                 | ۱٬۶۳۳٬۳۳۳                        |                                                                  | [ ۱۹ ]               |
| Latakia                                         | ۱۹۵۵–۶      | سوریه      | غیررسمی | ۳۵°۳۰′۲۸″ شمالی ۳۵°۴۷′۴۵″ شرقی / ۳۵٫۵۰۷۷۸°شمالی ۳۵٫۷۹۵۸۳°شرقی           | ۴۷٬۴۰۰  | ۰٫۲۲                 | ۲۱۵٬۴۵۵                          |                                                                  | [ ۲۰ ]               |
| Bureij                                          | ۱۹۴۹        | نوار غزه   | اونروا  | ۳۱°۲۶′۲۲٫۳۱″ شمالی ۳۴°۲۴′۱۰٫۵۸″ شرقی / ۳۱٫۴۳۹۵۳۰۶°شمالی ۳۴٫۴۰۲۹۳۸۹°شرقی | ۴۳٬۳۳۰  | ۰٫۵۲۹                | ۸۱٬۹۰۹                           |                                                                  | [ ۲۱ ] [ ۲۲ ]        |
| اردوگاه الرشیدیه                                | ۱۹۶۳        | لبنان      | اونروا  | ۳۳°۱۴′۱۲٫۱۲″ شمالی ۳۵°۱۳′۵٫۱۶″ شرقی / ۳۳٫۲۳۶۷۰۰۰°شمالی ۳۵٫۲۱۸۱۰۰۰°شرقی  | ۳۴٬۵۸۴  | ۰٫۲۵                 | ۱۳۸٬۳۳۶                          |                                                                  | [ ۲۳ ] [ ۱۶ ]        |
| اردوگاه الحسین                                  | ۱۹۵۲        | اردن       | اونروا  | ۳۱°۵۷′۵۲″ شمالی ۳۵°۵۴′۲۳″ شرقی / ۳۱٫۹۶۴۴۴°شمالی ۳۵٫۹۰۶۳۹°شرقی           | ۳۲٬۰۰۰  | ۰٫۴۲                 | ۷۶٬۱۹۰                           |                                                                  | [ ۲۴ ]               |
| اردوگاه پناهندگان مغازی                         | ۱۹۴۹        | نوار غزه   | اونروا  | ۳۱°۲۵′۱۶٫۸۹″ شمالی ۳۴°۲۳′۰۷٫۳۵″ شرقی / ۳۱٫۴۲۱۳۵۸۳°شمالی ۳۴٫۳۸۵۳۷۵۰°شرقی | ۳۱٬۳۲۹  | ۰٫۶                  | ۵۲٬۲۱۵                           |                                                                  | [ ۲۵ ]               |
| اردوگاه جرش                                     | ۱۹۶۸        | اردن       | اونروا  | ۳۲°۱۶′۲۰٫۲۱″ شمالی ۳۵°۵۳′۲۹٫۰۳″ شرقی / ۳۲٫۲۷۲۲۸۰۶°شمالی ۳۵٫۸۹۱۳۹۷۲°شرقی | ۲۹٬۰۰۰  | ۰٫۷۵                 | ۳۸٬۶۶۷                           |                                                                  | [ ۲۶ ]               |
| Irbid                                           | ۱۹۵۱        | اردن       | اونروا  | ۳۲°۳۳′۰″ شمالی ۳۵°۵۱′۰″ شرقی / ۳۲٫۵۵۰۰۰°شمالی ۳۵٫۸۵۰۰۰°شرقی             | ۲۸٬۰۰۰  | ۰٫۲۴                 | ۱۱۶٬۶۶۷                          |                                                                  | [ ۲۷ ]               |
| اردوگاه بلاطه                                   | ۱۹۵۰        | کرانه غربی | اونروا  | ۳۲°۱۲′ شمالی ۳۵°۱۷′ شرقی / ۳۲٫۲۰۰°شمالی ۳۵٫۲۸۳°شرقی                     | ۲۷٬۰۰۰  | ۰٫۲۵                 | ۱۰۸٬۰۰۰                          |                                                                  | [ ۲۸ ]               |
| اردوگاه پناهندگان دیرالبلح                      | ۱۹۴۸        | نوار غزه   | اونروا  | ۳۱°۲۵′۳۳″ شمالی ۳۴°۲۰′۲۶″ شرقی / ۳۱٫۴۲۵۸۳°شمالی ۳۴٫۳۴۰۵۶°شرقی           | ۲۵٬۵۶۹  | ۰٫۱۶                 | ۱۵۹٬۸۰۶                          |                                                                  | [ ۲۹ ] [ ۳۰ ]        |
| اردوگاه عزمی المفتی (Martyr Azmi el-Mufti camp) | ۱۹۶۸        | اردن       | اونروا  | ۳۲°۲۸′۳۰″ شمالی ۳۵°۵۴′۱۸″ شرقی / ۳۲٫۴۷۵۰۰°شمالی ۳۵٫۹۰۵۰۰°شرقی           | ۲۵٬۰۰۰  | ۰٫۷۷                 | ۳۲٬۴۶۸                           |                                                                  | [ ۳۱ ]               |
| اردوگاه البرج شمالی                             | ۱۹۵۵        | لبنان      | اونروا  | ۳۳°۱۵′۴۷″ شمالی ۳۵°۱۴′۲۰″ شرقی / ۳۳٫۲۶۳۰۶°شمالی ۳۵٫۲۳۸۸۹°شرقی           | ۲۴٬۹۲۹  | ۰٫۱۳۴                | ۱۸۶٬۰۳۷                          |                                                                  | [ ۳۲ ] [ ۱۶ ]        |
| اردوگاه شعفاط                                   | ۱۹۶۵        | کرانه غربی | اونروا  | ۳۱°۴۸′۴۴″ شمالی ۳۵°۱۴′۴۷″ شرقی / ۳۱٫۸۱۲۲۲°شمالی ۳۵٫۲۴۶۳۹°شرقی           | ۲۴٬۰۰۰  | ۰٫۲                  | ۱۲۰٬۰۰۰                          |                                                                  | [ ۳۳ ]               |
| Qabr Essit                                      | ۱۹۶۷        | سوریه      | اونروا  | ۳۳°۲۶′۵۰″ شمالی ۳۶°۲۰′۱۰″ شرقی / ۳۳٫۴۴۷۲۲°شمالی ۳۶٫۳۳۶۱۱°شرقی           | ۲۳٬۷۰۰  | ۰٫۰۲                 | ۱٬۱۸۵٬۰۰۰                        |                                                                  | [ ۳۴ ]               |
| اردوگاه طولکرم                                  | ۱۹۵۰        | کرانه غربی | اونروا  | ۳۲°۱۸′۵۱″ شمالی ۳۵°۲′۴″ شرقی / ۳۲٫۳۱۴۱۷°شمالی ۳۵٫۰۳۴۴۴°شرقی             | ۲۱٬۵۰۰  | ۰٫۱۸                 | ۱۱۹٬۴۴۴                          |                                                                  | [ ۳۵ ]               |
| اردوگاه البداوی                                 | ۱۹۵۵        | لبنان      | اونروا  | ۳۴°۲۷′۰٫۶۴″ شمالی ۳۵°۵۲′۹٫۱۷″ شرقی / ۳۴٫۴۵۰۱۷۷۸°شمالی ۳۵٫۸۶۹۲۱۳۹°شرقی   | ۲۱٬۲۵۲  | ۰٫۲                  | ۱۰۶٬۲۶۰                          |                                                                  | [ ۳۶ ] [ ۱۶ ]        |
| اردوگاه زرقا                                    | ۱۹۴۹        | اردن       | اونروا  | ۳۲°۰۵′ شمالی ۳۶°۰۶′ شرقی / ۳۲٫۰۸۳°شمالی ۳۶٫۱۰۰°شرقی                     | ۲۰٬۰۰۰  | ۰٫۱۸                 | ۱۱۱٬۱۱۱                          |                                                                  | [ ۳۷ ]               |
| اردوگاه برج البراجنه                            | ۱۹۴۸        | لبنان      | اونروا  | ۳۳°۵۰′۵۴″ شمالی ۳۵°۳۰′۱۲″ شرقی / ۳۳٫۸۴۸۳۳°شمالی ۳۵٫۵۰۳۳۳°شرقی           | ۱۹٬۵۳۹  | ۰٫۱۰۴                | ۱۸۷٬۸۷۵                          |                                                                  | [ ۳۸ ] [ ۱۶ ]        |
| اردوگاه سوف                                     | ۱۹۶۷        | اردن       | اونروا  | ۳۲°۱۸′۳۰″ شمالی ۳۵°۵۳′۷٫۳۷″ شرقی / ۳۲٫۳۰۸۳۳°شمالی ۳۵٫۸۸۵۳۸۰۶°شرقی       | ۱۹٬۰۰۰  | ۰٫۵                  | ۳۸٬۰۰۰                           |                                                                  | [ ۳۹ ]               |
| اردوگاه عسکر                                    | ۱۹۵۰        | کرانه غربی | اونروا  | ۳۲°۱۳′۱۱٫۵۱″ شمالی ۳۵°۱۷′۵۰٫۷۷″ شرقی / ۳۲٫۲۱۹۸۶۳۹°شمالی ۳۵٫۲۹۷۴۳۶۱°شرقی | ۱۸٬۵۰۰  | ۰٫۱۱۹                | ۱۵۵٬۴۶۲                          |                                                                  | [ ۴۰ ]               |
| Al-Nayrab                                       | ۱۹۴۸        | سوریه      | اونروا  | ۳۶°۱۰′۳۲″ شمالی ۳۷°۱۳′۴۰″ شرقی / ۳۶٫۱۷۵۵۶°شمالی ۳۷٫۲۲۷۷۸°شرقی           | ۱۸٬۰۰۰  | ۰٫۱۵                 | ۱۲۰٬۰۰۰                          |                                                                  | [ ۴۱ ]               |
| اردوگاه الدهیشه                                 | ۱۹۴۹        | کرانه غربی | اونروا  | ۳۱°۴۱′۳۸٫۴۷″ شمالی ۳۵°۱۱′۰۲٫۹۶″ شرقی / ۳۱٫۶۹۴۰۱۹۴°شمالی ۳۵٫۱۸۴۱۵۵۶°شرقی | ۱۵٬۰۰۰  | ۰٫۳۳                 | ۴۵٬۴۵۵                           |                                                                  | [ ۴۲ ]               |
| Kalandia                                        | ۱۹۴۹        | کرانه غربی | اونروا  | ۳۳°۱۹′۵۵″ شمالی ۳۶°۱۹′۵۶″ شرقی / ۳۳٫۳۳۱۹۴°شمالی ۳۶٫۳۳۲۲۲°شرقی           | ۱۴٬۸۰۰  | ۰٫۴۲                 | ۳۵٬۲۳۸                           |                                                                  | [ ۴۳ ]               |
| اردوگاه الحسن                                   | ۱۹۶۷        | اردن       | غیررسمی | ۳۱°۵۷′۲۷″ شمالی ۳۵°۵۸′۱۹″ شرقی / ۳۱٫۹۵۷۵۰°شمالی ۳۵٫۹۷۱۹۴°شرقی           | ۱۴٬۰۶۸  | n.a.                 | n.a.                             |                                                                  | [ ۴۴ ] [ ۴۵ ] [ ۴۶ ] |
| کمپ پناه‌جویان جنین                              | ۱۹۵۳        | کرانه غربی | اونروا  | ۳۲°۲۷′۴۱″ شمالی ۳۵°۱۷′۱۱″ شرقی / ۳۲٫۴۶۱۳۹°شمالی ۳۵٫۲۸۶۳۹°شرقی           | ۱۴٬۰۰۰  | ۰٫۴۲                 | ۳۳٬۳۳۳                           |                                                                  | [ ۴۷ ]               |
| Jalazone                                        | ۱۹۴۹        | کرانه غربی | اونروا  | ۳۱°۵۷′۰۷٫۱۵″ شمالی ۳۵°۱۲′۴۱٫۵۸″ شرقی / ۳۱٫۹۵۱۹۸۶۱°شمالی ۳۵٫۲۱۱۵۵۰۰°شرقی | ۱۳٬۰۰۰  | ۰٫۲۵۳                | ۵۱٬۳۸۳                           |                                                                  | [ ۴۸ ]               |
| Al-Sabinah                                      | ۱۹۴۸        | سوریه      | اونروا  | ۳۳°۲۶′۲″ شمالی ۳۶°۱۷′۸″ شرقی / ۳۳٫۴۳۳۸۹°شمالی ۳۶٫۲۸۵۵۶°شرقی             | ۱۳٬۰۰۰  | ۰٫۰۳                 | ۴۳۳٬۳۳۳                          |                                                                  | [ ۴۹ ]               |
| اردوگاه حمص                                     | ۱۹۴۹        | سوریه      | اونروا  | ۳۴°۴۲′۳۰٫۲۹″ شمالی ۳۶°۴۲′۲۶٫۶۲″ شرقی / ۳۴٫۷۰۸۴۱۳۹°شمالی ۳۶٫۷۰۷۳۹۴۴°شرقی | ۱۳٬۰۰۰  | ۰٫۱۵                 | ۸۶٬۶۶۷                           |                                                                  | [ ۵۰ ]               |
| Khan Danoun                                     | ۱۹۵۰        | سوریه      | اونروا  | ۳۳°۱۹′۵۵″ شمالی ۳۶°۱۹′۵۶″ شرقی / ۳۳٫۳۳۱۹۴°شمالی ۳۶٫۳۳۲۲۲°شرقی           | ۱۲٬۶۵۰  | ۰٫۰۳                 | ۴۲۱٬۶۶۷                          |                                                                  | [ ۵۱ ]               |
| اردوگاه البص                                    | ۱۹۴۸        | لبنان      | اونروا  | ۳۳°۱۶′۲۱″ شمالی ۳۵°۱۲′۳۶″ شرقی / ۳۳٫۲۷۲۵۰°شمالی ۳۵٫۲۱۰۰۰°شرقی           | ۱۲٬۲۸۱  | ۰٫۰۸                 | ۱۵۳٬۵۱۳                          |                                                                  | [ ۵۲ ] [ ۱۶ ]        |
| الاروب (اردوگاه)                                | ۱۹۵۰        | کرانه غربی | اونروا  | ۳۱°۳۷′۲۳٫۱۸″ شمالی ۳۵°۰۸′۱۲٫۱۹″ شرقی / ۳۱٫۶۲۳۱۰۵۶°شمالی ۳۵٫۱۳۶۷۱۹۴°شرقی | ۱۲٬۰۰۰  | ۰٫۲۴                 | ۵۰٬۰۰۰                           |                                                                  | [ ۵۳ ]               |
| Khan al-Shih                                    | ۱۹۴۹        | سوریه      | اونروا  | ۳۳°۲۱′۳۰″ شمالی ۳۶°۶′۲۶″ شرقی / ۳۳٫۳۵۸۳۳°شمالی ۳۶٫۱۰۷۲۲°شرقی            | ۱۲٬۰۰۰  | ۰٫۶۹                 | ۱۷٬۳۹۱                           |                                                                  | [ ۵۴ ]               |
| اردوگاه پناهندگان شتیلا                         | ۱۹۴۹        | لبنان      | اونروا  | ۳۳°۵۱′۴۶″ شمالی ۳۵°۲۹′۵۴″ شرقی / ۳۳٫۸۶۲۷۸°شمالی ۳۵٫۴۹۸۳۳°شرقی           | ۱۰٬۸۴۹  | ۰٫۰۴                 | ۲۷۱٬۲۲۵                          |                                                                  | [ ۵۵ ] [ ۱۶ ]        |
| اردوگاه نور شمس                                 | ۱۹۵۲        | کرانه غربی | اونروا  | ۳۲°۱۹′۰۷٫۳۶″ شمالی ۳۵°۰۳′۳۱٫۶۳″ شرقی / ۳۲٫۳۱۸۷۱۱۱°شمالی ۳۵٫۰۵۸۷۸۶۱°شرقی | ۱۰٬۵۰۰  | ۰٫۲۱                 | ۵۰٬۰۰۰                           |                                                                  | [ ۵۶ ]               |
| Daraa                                           | ۱۹۵۰        | سوریه      | اونروا  | ۳۲°۳۷′ شمالی ۳۶°۶′ شرقی / ۳۲٫۶۱۷°شمالی ۳۶٫۱۰۰°شرقی                      | ۱۰٬۵۰۰  | ۱٫۳                  | ۸٬۰۷۷                            |                                                                  | [ ۵۷ ]               |
| اردوگاه الفوار                                  | ۱۹۴۹        | کرانه غربی | اونروا  | ۳۱°۲۸′۴۶٫۴۵″ شمالی ۳۵°۰۳′۵۲٫۹۳″ شرقی / ۳۱٫۴۷۹۵۶۹۴°شمالی ۳۵٫۰۶۴۷۰۲۸°شرقی | ۹٬۵۰۰   | ۰٫۲۷                 | ۳۵٬۱۸۵                           |                                                                  | [ ۵۸ ]               |
| Wavel                                           | ۱۹۴۸        | لبنان      | اونروا  | ۳۳°۵۹′۵۶٫۲۷″ شمالی ۳۶°۱۱′۳۵٫۴۶″ شرقی / ۳۳٫۹۹۸۹۶۳۹°شمالی ۳۶٫۱۹۳۱۸۳۳°شرقی | ۹٬۴۶۰   | ۰٫۰۴۳                | ۲۲۰٬۰۰۰                          |                                                                  | [ ۵۹ ] [ ۱۶ ]        |
| Hama                                            | ۱۹۵۰        | سوریه      | اونروا  | ۳۵°۰۸′ شمالی ۳۶°۴۵′ شرقی / ۳۵٫۱۳۳°شمالی ۳۶٫۷۵۰°شرقی                     | ۹٬۰۰۰   | ۰٫۰۶                 | ۱۵۰٬۰۰۰                          |                                                                  | [ ۶۰ ]               |
| اردوگاه عقبه جبر                                | ۱۹۴۸        | کرانه غربی | اونروا  | ۳۱°۵۰′۱۷٫۰۰″ شمالی ۳۵°۲۶′۳۰٫۲۰″ شرقی / ۳۱٫۸۳۸۰۵۵۶°شمالی ۳۵٫۴۴۱۷۲۲۲°شرقی | ۸٬۶۰۰   | ۱٫۶۷                 | ۵٬۱۵۰                            |                                                                  | [ ۶۱ ]               |
| Madaba camp                                     | ۱۹۵۶        | اردن       | غیررسمی | ۳۱°۴۲′۴۱″ شمالی ۳۵°۴۷′۱۵″ شرقی / ۳۱٫۷۱۱۳۹°شمالی ۳۵٫۷۸۷۵۰°شرقی           | ۸٬۵۹۷   | n.a.                 | n.a.                             |                                                                  | [ ۴۴ ]               |
| Far'a                                           | ۱۹۴۹        | کرانه غربی | اونروا  | ۳۲°۱۷′۳۸٫۳۵″ شمالی ۳۵°۲۰′۳۹٫۷۴″ شرقی / ۳۲٫۲۹۳۹۸۶۱°شمالی ۳۵٫۳۴۴۳۷۲۲°شرقی | ۸٬۵۰۰   | ۰٫۲۶                 | ۳۲٬۶۹۲                           |                                                                  | [ ۶۲ ]               |
| اردوگاه طالبیه                                  | ۱۹۶۸        | اردن       | اونروا  | ۳۱°۴۲′۱۹″ شمالی ۳۵°۵۶′۵۷″ شرقی / ۳۱٫۷۰۵۲۸°شمالی ۳۵٫۹۴۹۱۷°شرقی           | ۸٬۰۰۰   | ۰٫۱۳                 | ۶۱٬۵۳۸                           |                                                                  | [ ۶۳ ]               |
| اردوگاه العین (Camp No. 1)                      | ۱۹۵۰        | کرانه غربی | اونروا  | ۳۲°۱۳′۴۸٫۹۱″ شمالی ۳۵°۱۴′۵۸٫۴۲″ شرقی / ۳۲٫۲۳۰۲۵۲۸°شمالی ۳۵٫۲۴۹۵۶۱۱°شرقی | ۷٬۵۰۰   | ۰٫۰۴۵                | ۱۶۶٬۶۶۷                          |                                                                  | [ ۶۴ ]               |
| Sokhna camp                                     | ۱۹۶۹        | اردن       | غیررسمی | ۳۲°۷′۵۹″ شمالی ۳۶°۴′۲۰″ شرقی / ۳۲٫۱۳۳۰۶°شمالی ۳۶٫۰۷۲۲۲°شرقی             | ۷٬۴۲۴   | n.a.                 | n.a.                             | sometimes transliterated 'Sakhna' or 'Sukhna'                    | [ ۴۴ ]               |
| اردوگاه الامعری                                 | ۱۹۴۹        | کرانه غربی | اونروا  | ۳۱°۵۳′۳۸٫۶۰″ شمالی ۳۵°۱۲′۴۱٫۵۲″ شرقی / ۳۱٫۸۹۴۰۵۵۶°شمالی ۳۵٫۲۱۱۵۳۳۳°شرقی | ۷٬۰۰۰   | ۰٫۰۹۶                | ۷۲٬۹۱۷                           |                                                                  | [ ۶۵ ]               |
| Ein Al-Tal (also known as Handarat camp)        | ۱۹۶۲        | سوریه      | غیررسمی | ۳۶°۱۷′۳۴٫۸۴″ شمالی ۳۷°۹′۲۴٫۸۶″ شرقی / ۳۶٫۲۹۳۰۱۱۱°شمالی ۳۷٫۱۵۶۹۰۵۶°شرقی  | n.a.    | ۰٫۱۶                 | n.a.                             | تا حد زیادی مخروبه (was 7,000 population)                        | [ ۶۶ ]               |
| اردوگاه نهر البارد                              | ۱۹۴۹        | لبنان      | اونروا  | ۳۴°۳۰′۴۷″ شمالی ۳۵°۵۷′۴۰″ شرقی / ۳۴٫۵۱۳۰۶°شمالی ۳۵٫۹۶۱۱۱°شرقی           | ۵٬۸۵۷   | ۰٫۱۹۸                | ۲۹٬۵۸۱                           | Reconstructed, was 27,000 population                             | [ ۶۷ ] [ ۱۶ ]        |
| اردوگاه میه میه                                 | ۱۹۵۴        | لبنان      | اونروا  | ۳۳°۳۲′۳۰″ شمالی ۳۵°۲۳′۲۹″ شرقی / ۳۳٫۵۴۱۶۷°شمالی ۳۵٫۳۹۱۳۹°شرقی           | ۵٬۷۴۷   | ۰٫۰۵۴                | ۱۰۶٬۴۲۶                          |                                                                  | [ ۶۸ ] [ ۱۶ ]        |
| مخیم عایدة                                      | ۱۹۵۰        | کرانه غربی | اونروا  | ۳۱°۴۳′۱۰٫۳۴″ شمالی ۳۵°۱۱′۵۶٫۳۱″ شرقی / ۳۱٫۷۱۹۵۳۸۹°شمالی ۳۵٫۱۹۸۹۷۵۰°شرقی | ۵٬۵۰۰   | ۰٫۰۷۱                | ۷۷٬۴۶۵                           |                                                                  | [ ۶۹ ]               |
| Dbayeh                                          | ۱۹۵۶        | لبنان      | اونروا  | ۳۳°۵۴′ شمالی ۳۵°۳۴′ شرقی / ۳۳٫۹۰۰°شمالی ۳۵٫۵۶۷°شرقی                     | ۴٬۵۹۱   | ۰٫۰۸۴                | ۵۴٬۶۵۵                           |                                                                  | [ ۷۰ ] [ ۱۶ ]        |
| اردوگاه عین سلطان                               | ۱۹۴۸        | کرانه غربی | اونروا  | ۳۱°۵۲′۴۰٫۲۴″ شمالی ۳۵°۲۶′۴۶٫۲۴″ شرقی / ۳۱٫۸۷۷۸۴۴۴°شمالی ۳۵٫۴۴۶۱۷۷۸°شرقی | ۳٬۸۰۰   | ۰٫۸۷                 | ۴٬۳۶۸                            |                                                                  | [ ۷۱ ]               |
| 'Azza (Beit Jibrin)                             | ۱۹۵۰        | کرانه غربی | اونروا  | ۳۱°۴۲′۵۴٫۷۸″ شمالی ۳۵°۱۲′۰۷٫۶۱″ شرقی / ۳۱٫۷۱۵۲۱۶۷°شمالی ۳۵٫۲۰۲۱۱۳۹°شرقی | ۲٬۹۰۰   | ۰٫۰۲۷                | ۱۰۷٬۴۰۷                          |                                                                  | [ ۷۲ ]               |
| اردوگاه دیر عمار                                | ۱۹۴۹        | کرانه غربی | اونروا  | ۳۱°۵۷′۵۷٫۲۲″ شمالی ۳۵°۰۵′۵۵٫۹۸″ شرقی / ۳۱٫۹۶۵۸۹۴۴°شمالی ۳۵٫۰۹۸۸۸۳۳°شرقی | ۲٬۵۰۰   | ۰٫۱۶۲                | ۱۵٬۴۳۲                           |                                                                  | [ ۷۳ ]               |
| Qaddura اردوگاه                                 | ۱۹۴۸        | کرانه غربی | غیررسمی | ۳۱°۵۴′۳٫۳۲″ شمالی ۳۵°۱۲′۲۱٫۱۸″ شرقی / ۳۱٫۹۰۰۹۲۲۲°شمالی ۳۵٫۲۰۵۸۸۳۳°شرقی  | ۱٬۵۵۸   | n.a.                 | n.a.                             |                                                                  | [ ۷۴ ]               |
| اردوگاه مار الیاس                               | ۱۹۵۲        | لبنان      | اونروا  | ۳۳°۵۲′۳۸″ شمالی ۳۵°۲۹′۱۹″ شرقی / ۳۳٫۸۷۷۲۲°شمالی ۳۵٫۴۸۸۶۱°شرقی           | ۷۲۵     | ۰٫۰۰۵۴               | ۱۳۴٬۲۵۹                          |                                                                  | [ ۷۵ ] [ ۱۶ ]        |
| Silwad Camp                                     | ۱۹۷۱        | کرانه غربی | غیررسمی | ۳۱°۵۸′۵″ شمالی ۳۵°۱۵′۴۱″ شرقی / ۳۱٫۹۶۸۰۶°شمالی ۳۵٫۲۶۱۳۹°شرقی            | ۴۶۲     | n.a.                 | n.a.                             |                                                                  | [ ۴۴ ]               |
| Abu Shukheidim اردوگاه                          | ۱۹۴۸        | کرانه غربی | غیررسمی |                                                                         | n.a.    | n.a.                 | n.a.                             | Town of Abu Shukhaydam (sic) shows on maps as ~1mi SW of Birzeit | [ ۴۴ ]               |
| اردوگاه بیرزیت (السقائف)                        | ۱۹۴۸        | کرانه غربی | غیررسمی | ۳۱°۵۸′۱۲″ شمالی ۳۵°۱۲′۰۱″ شرقی / ۳۱٫۹۷۰۰۰°شمالی ۳۵٫۲۰۰۲۸°شرقی           | n.a.    | n.a.                 | n.a.                             |                                                                  | [ ۴۴ ] [ ۷۶ ]        |

## آمار جمعیت
تکامل جمعیت پناهندگان فلسطینی در زیر نشان داده شده است: